# Kesha: My Crazy Beautiful Life
Ke$ha: My Crazy Beautiful Life es un documental estadounidense serie de televisión realidad de MTV. La serie se estrenó el 23 de abril de 2013. Ke$ha anunció el documental en el episodio debut de Nikki & Sara Live. Se anunció el 26 de julio de 2013, que la serie ha sido renovada para una segunda temporada. La segunda temporada se estrenó el 30 de octubre de 2013.

## Antecedentes
La serie arroja una luz completamente diferente sobre Ke$ha ya que trabaja a través de todo el drama y aventuras, tanto en su vida personal cómo profesional a lo largo de dos años, durante el Get $leazy Tour. Fue un documental filmado por su hermano periodista Lagan Sebert y el cineasta Steven Greenstreet. También abarca la creación de su segundo álbum de estudio, Warrior, y viaja a varios países. La segunda temporada se centra principalmente en la vida personal de Ke$ha, dinámica familiar y las situaciones que se producen cuando se trata de vivir una vida normal durante un muy necesario descanso de las giras.

## Elenco

### Principal
- Kesha Sebert
- Pebe Sebert, Mama de Kesha y Lagan.
- Lagan Sebert, Hermano mayor de Kesha.
- Louie Sebert, Hermano menor de Kesha.

### Secundarios
- Emily Burton
- Max Berstein
- Río Sebert, de dos años de edad, sobrino de Kesha y el hijo de Lagan.
- Elías Mallin
- Savannah, mejor amiga de Kesha.
- Tessa, asistente personal de Kesha.
- Kalan, la prima de Kesha.
- Nicole, el mejor amigo de Kesha y ex asistente.
- Shawn, el prometido de Kalan.

## Episodios
| Temporadas | Temporadas  | Episodios | Fecha original de emisión | Última emisión          |
| ---------- | ----------- | --------- | ------------------------- | ----------------------- |
|            | Temporada 1 | 6         | 23 de abril de 2013       | 28 de mayo de 2013      |
|            | Temporada 2 | 8         | 30 de octubre de 2013     | 18 de diciembre de 2013 |

### Temporada 1: 2013
| Episodio # | Título                      | Fecha de Emisión original | Fecha de Emisión Latinoamérica |   |
| ---------- | --------------------------- | ------------------------- | ------------------------------ | - |
| 1          | «'Taking the Stage'»        | 23 de abril de 2013       | 14 de mayo de 2013             | ʁ |
| 2          | «'Animal in the Hunt'»      | 30 de abril de 2013       | 21 de mayo de 2013             | ʁ |
| 3          | «'Haters Gonna Hate'»       | 7 de mayo de 2013         | 28 de mayo de 2013             | ʁ |
| 4          | «'The End Is Beginning'»    | 14 de mayo de 2013        | 4 de junio de 2013             | ʁ |
| 5          | «'A Warrior in the Making'» | 21 de mayo de 2013        | 11 de junio de 2013            | ʁ |
| 6          | «'Ringing in the New'»      | 28 de mayo de 2013        | 18 de junio de 2013            | ʁ |

### Temporada 2: 2013
| Episodio # | Título              | Fecha de Emisión original | Fecha de Emisión Latinoamérica |   |
| ---------- | ------------------- | ------------------------- | ------------------------------ | - |
| 7          | «'Supernatural'»    | 30 de octubre de 2013     | TBA                            | ʁ |
| 8          | «'Assistant'»       | 6 de noviembre de 2013    | TBA                            | ʁ |
| 9          | «'Bahamas'»         | 13 de noviembre de 2013   | TBA                            | ʁ |
| 10         | «'Proposal'»        | 20 de noviembre de 2013   | TBA                            | ʁ |
| 11         | «'Matchmaker'»      | 27 de noviembre de 2013   | TBA                            | ʁ |
| 12         | «'Hoarding'»        | 4 de diciembre de 2013    | TBA                            | ʁ |
| 13         | «'Bear Man'»        | 11 de diciembre de 2013   | TBA                            | ʁ |
| 14         | «'Meet the Family'» | 18 de diciembre de 2013   | TBA                            | ʁ |

## Recepción
La primera temporada recibió mezclado con críticas positivas. Metacritic que da opiniones en una escala de 1 a 100 dio primera temporada de la serie de 55, que es críticas mixtas o promedio.
El episodio de "A Warrior In The Making", que salió al aire 21 de mayo de 2013, fue objeto de críticas por parte de Parents Television Council debido a una breve escena en la que supuestamente Kesha beber su propia orina.